# Fundamentele attributiefout
De fundamentele attributiefout is de neiging om gedragingen van anderen toe te schrijven aan hun persoonlijkheid of hun karakter. Situationele factoren (factoren die buiten een persoon liggen) worden onderschat, terwijl dispositionele factoren (factoren die binnen een persoon liggen) worden overschat. Dit gebeurt zelfs wanneer er duidelijk zichtbare (saillante) situationele oorzaken voor het gedrag van anderen zijn. De psycholoog Ross introduceerde in 1977 voor deze cognitieve fout de term fundamental attribution error.
De self-serving bias is een ander soort attributiefout waarbij iemand het eigen succes toeschrijft aan dispositionele (interne) factoren en het falen aan situationele (externe) factoren.

## Algemeenheid
Deze neiging tot attributie (toeschrijving) is fundamenteel, omdat deze bij alle mensen en in een veelheid van omstandigheden lijkt voor te komen. Toch worden hierbij ook vraagtekens gezet: de fout zou in Aziatische culturen minder voorkomen.

## Oorzaak
In beschouwing genomen dat de fout minder voorkomt in Aziatische culturen, zou de westerse geneigdheid tot het zich richten op de persoon een oorzaak kunnen zijn. Binnen Aziatische culturen worden ook dispositionele attributies gemaakt, maar bestaat er vaak een holistischer perspectief waarbij de persoon binnen de context wordt gezien. Hierdoor zouden Aziaten bij saillante situationele informatie de fundamentele attributiefout minder snel maken dan westerlingen.